# Les Fourgs
Pour la station de sports d'hiver, voir Les Fourgs (station de sports d'hiver).
Les Fourgs sont une commune française située dans le département du Doubs, la région culturelle et historique de Franche-Comté et la région administrative Bourgogne-Franche-Comté. Sa population s'élevait à 1 273 habitants nommés Bourris en 2022.
Elle se trouve au cœur du massif du Jura à une altitude comprise entre 899 et 1 242 mètres et partage plus de 6 km de frontière avec la Suisse. Le village, situé à une altitude moyenne de 1 100 mètres, est le plus haut du département du Doubs, lui valant le surnom de « Toit du Haut-Doubs ».
Elle dispose d'une station de sports d'hiver dotée d'infrastructures pour le ski alpin et le ski de fond et elle est traversée par plusieurs itinéraires de grande randonnée.

## Géographie

### Localisation
Les Fourgs sont une commune de l'est de la France, elle est située dans l'est de la région Bourgogne-Franche-Comté, dans le sud du département du Doubs et elle est frontalière avec la Suisse. Les grandes villes de plus de 100 000 habitants les plus proches sont Besançon, préfecture du département du Doubs, située à 54 km à vol d'oiseau vers le nord-ouest, Dijon, préfecture de région, située à 117 km en direction du nord-ouest, et les villes suisses de Lausanne distante de 39 km au sud-ouest, de Genève à 73 km au sud et de Berne, à 80 km à l'est. Pontarlier, sous-préfecture du département du Doubs, est à 9 km au nord-est.
| - Les Fourgs et ses communes limitrophes. |

Le territoire communal est limitrophe de cinq autres communes.

### Géologie et relief
La superficie de la commune est de 3 973 hectares ; son altitude varie de 899 à 1 242 mètres. Le point le plus bas se situe au nord-ouest au lieu-dit Les Sources Martin et son point culminant est le Crêt du Vourbey situé au sud de la commune. La mairie se situe à une altitude de 1 084 mètres.

### Climat
Pour des articles plus généraux, voir Climat de la Bourgogne-Franche-Comté et Climat du Doubs.
En 2010, le climat de la commune est de type climat de montagne, selon une étude du Centre national de la recherche scientifique s'appuyant sur une série de données couvrant la période 1971-2000. En 2020, Météo-France publie une typologie des climats de la France métropolitaine dans laquelle la commune est exposée à un climat de montagne ou de marges de montagne et est dans la région climatique  Jura, caractérisée par une forte pluviométrie en toutes saisons (1 000 à 1 500 mm/an), des hivers rigoureux et un ensoleillement médiocre. 
Pour la période 1971-2000, la température annuelle moyenne est de 5,8 °C, avec une amplitude thermique annuelle de 16,2 °C. Le cumul annuel moyen de précipitations est de 1 708 mm, avec 13,7 jours de précipitations en janvier et 11,2 jours en juillet. Pour la période 1991-2020, la température moyenne annuelle observée sur la station météorologique de Météo-France la plus proche, « Pontarlier », sur la commune de Pontarlier à 9 km à vol d'oiseau, est de 8,8 °C et le cumul annuel moyen de précipitations est de 1 463,6 mm. 
La température maximale relevée sur cette station est de 38 °C, atteinte le 25 juillet 2019 ; la température minimale est de −32 °C, atteinte le 12 janvier 1987,,. 
Les paramètres climatiques de la commune ont été estimés pour le milieu du siècle (2041-2070) selon différents scénarios d'émission de gaz à effet de serre à partir des nouvelles projections climatiques de référence DRIAS-2020. Ils sont consultables sur un site dédié publié par Météo-France en novembre 2022.

## Urbanisme

### Typologie
Au 1er janvier 2024, Les Fourgs sont catégorisés bourg rural, selon la nouvelle grille communale de densité à 7 niveaux définie par l'Insee en 2022.
Elle est située hors unité urbaine et hors attraction des villes,.

### Occupation des sols

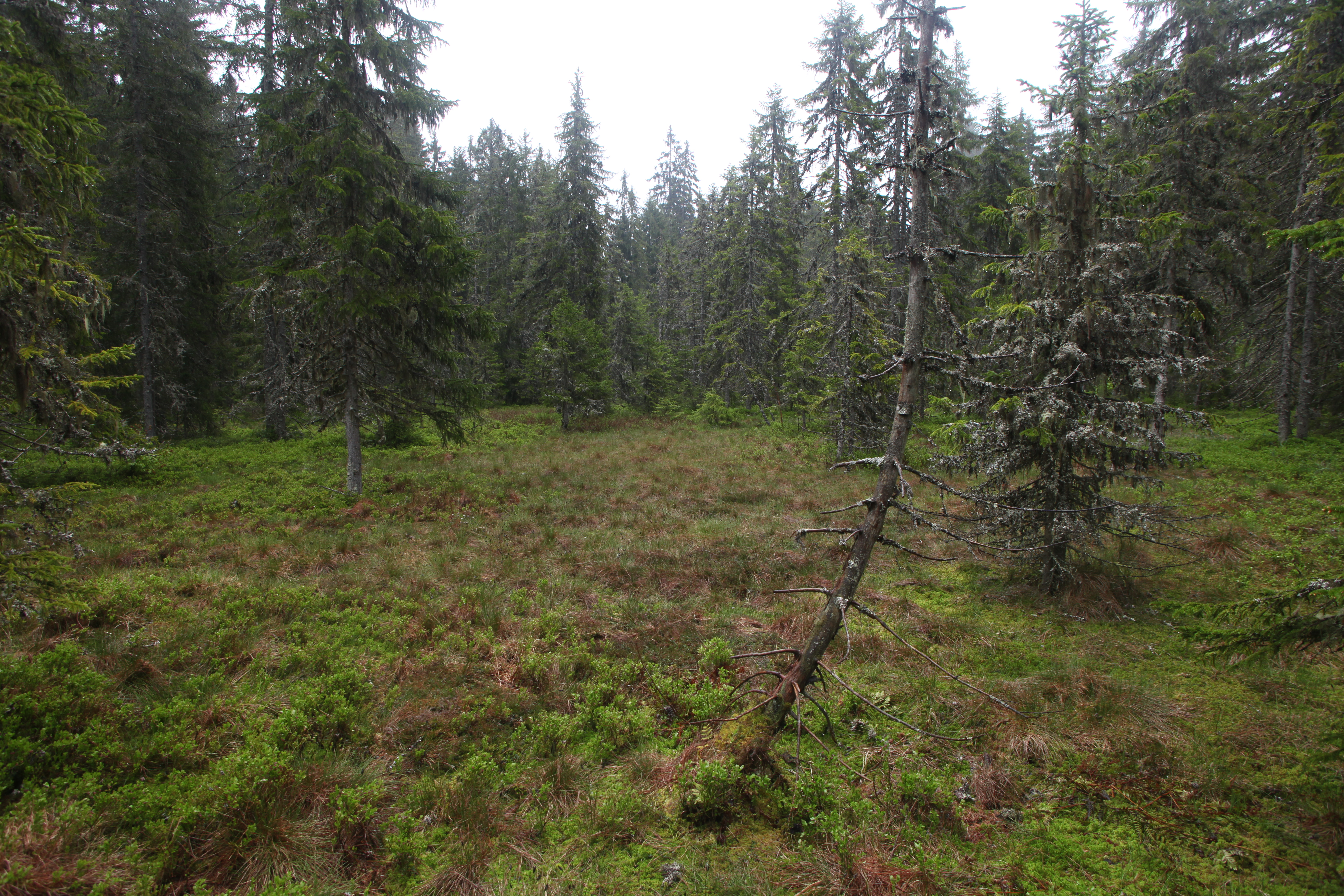
Tourbière du bois des Placettes.

L'occupation des sols de la commune, telle qu'elle ressort de la base de données européenne d’occupation biophysique des sols Corine Land Cover (CLC), est marquée par l'importance des territoires agricoles (56,5 % en 2018), en augmentation par rapport à 1990 (53,2 %). La répartition détaillée en 2018 est la suivante : 
forêts (39,5 %), prairies (31,4 %), terres arables (23,9 %), zones urbanisées (3,5 %), zones agricoles hétérogènes (1,1 %), milieux à végétation arbustive et/ou herbacée (0,5 %). L'évolution de l’occupation des sols de la commune et de ses infrastructures peut être observée sur les différentes représentations cartographiques du territoire : la carte de Cassini (XVIIIe siècle), la carte d'état-major (1820-1866) et les cartes ou photos aériennes de l'IGN pour la période actuelle (1950 à aujourd'hui).

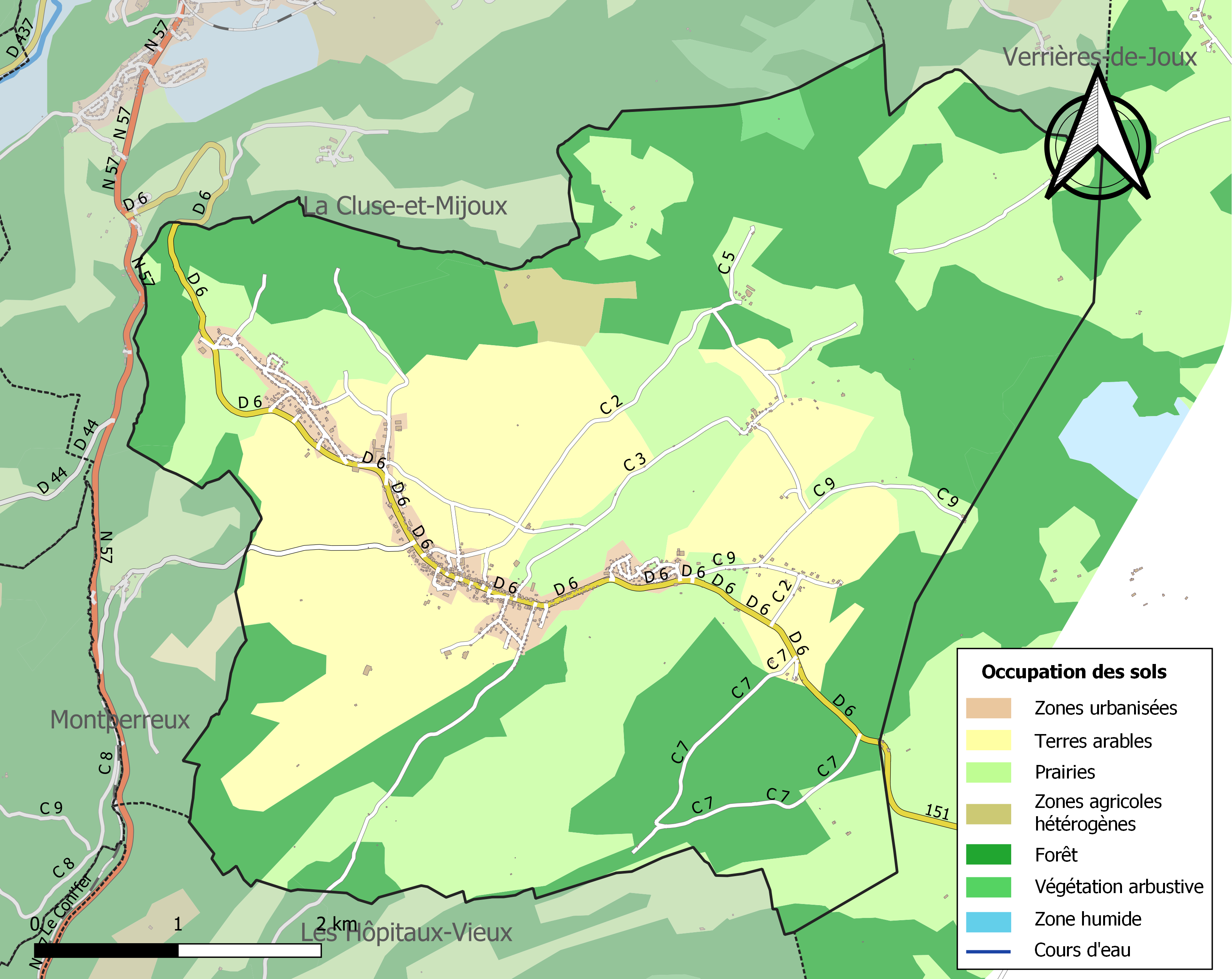
Carte des infrastructures et de l'occupation des sols de la commune en 2018 (CLC).

### Morphologie urbaine
Éloignés des communes environnantes, Les Fourgs s'étendent sur 4 km et comptent plusieurs hameaux, les Granges-Berrard, les Granges-Bailly, la Haute-Joux et quelques fermes d'alpage.

### Logement
Au recensement de 2020, la commune comptait 943 logements dont 637 étaient des résidences principales, 79 des logements vacants et 228 des résidences secondaires. Le nombre de logements situé dans des immeubles collectifs s'élève à 497 appartements, soit 52,7 % du total, et 446 maisons individuelles. Sur les 637 résidences principales construites avant 2018 que compte la commune, 70 (11,1 %) ont été achevées avant 1946, 302 (47,6 %) entre 1946 et 1990 et 263 (41,4 %) de 1991 à 2017.
L'ancienneté d'emménagement dans la résidence principale montre que sur les 1400 habitants de la commune au recensement de 2020, 648 ont emménagé depuis 10 ans ou plus, 544 depuis 2 à 9 ans et 208 depuis moins de 2 ans.
| 1968 | 1975 | 1982 | 1990 | 1999 | 2009 | 2014 | 2020 |
| ---- | ---- | ---- | ---- | ---- | ---- | ---- | ---- |
| 282  | 392  | 540  | 642  | 730  | 808  | 909  | 943  |

### Transports et voies de communication
Un seul axe routier dessert la commune des Fourgs, la route départementale 6 qui la traverse sur 7 km et qui permet de relier la route nationale 57 au niveau de la commune de La Cluse-et-Mijoux au nord-ouest et la Suisse par le poste de douane Les Fourgs / L'Auberson au sud-est. Les échangeurs autoroutiers français les plus proches sont situés à environ 80 kilomètres par la route : il s'agit de la sortie no 7 Bersaillin de l'A39 dite l'autoroute verte (Dijon-Bourg-en-Bresse) et de la sortie no 4 Besançon Nord de l'A36 dite la Comtoise. L'autoroute suisse A9 est accessible à 17 km à hauteur de Ballaigues et l'autoroute suisse A5 à 25 km à hauteur d'Yverdon-les-Bains.

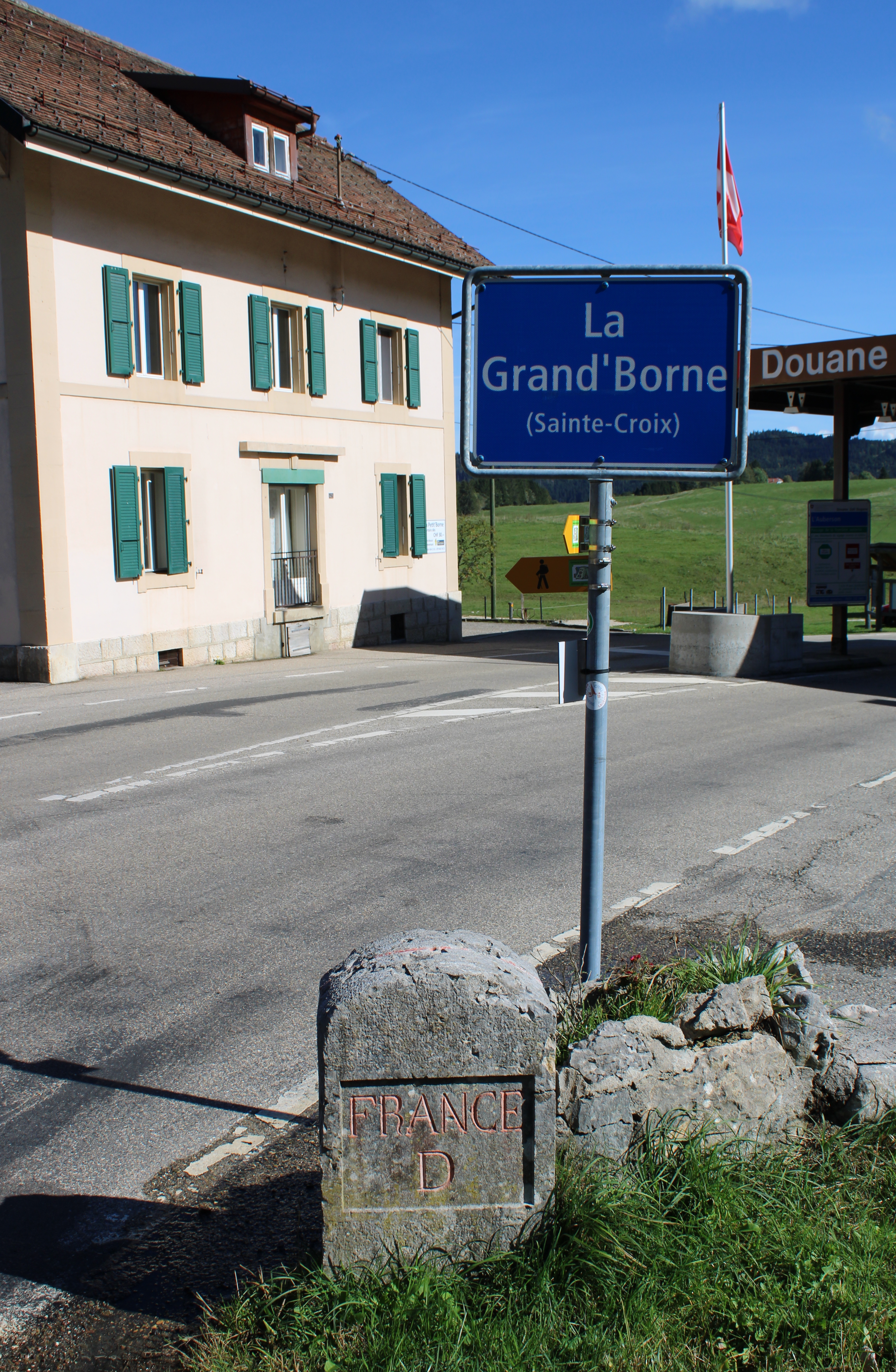
La Grand'Borne, à 4 km du bourg, borne frontière franco-suisse N° 8 en direction de L'Auberson.
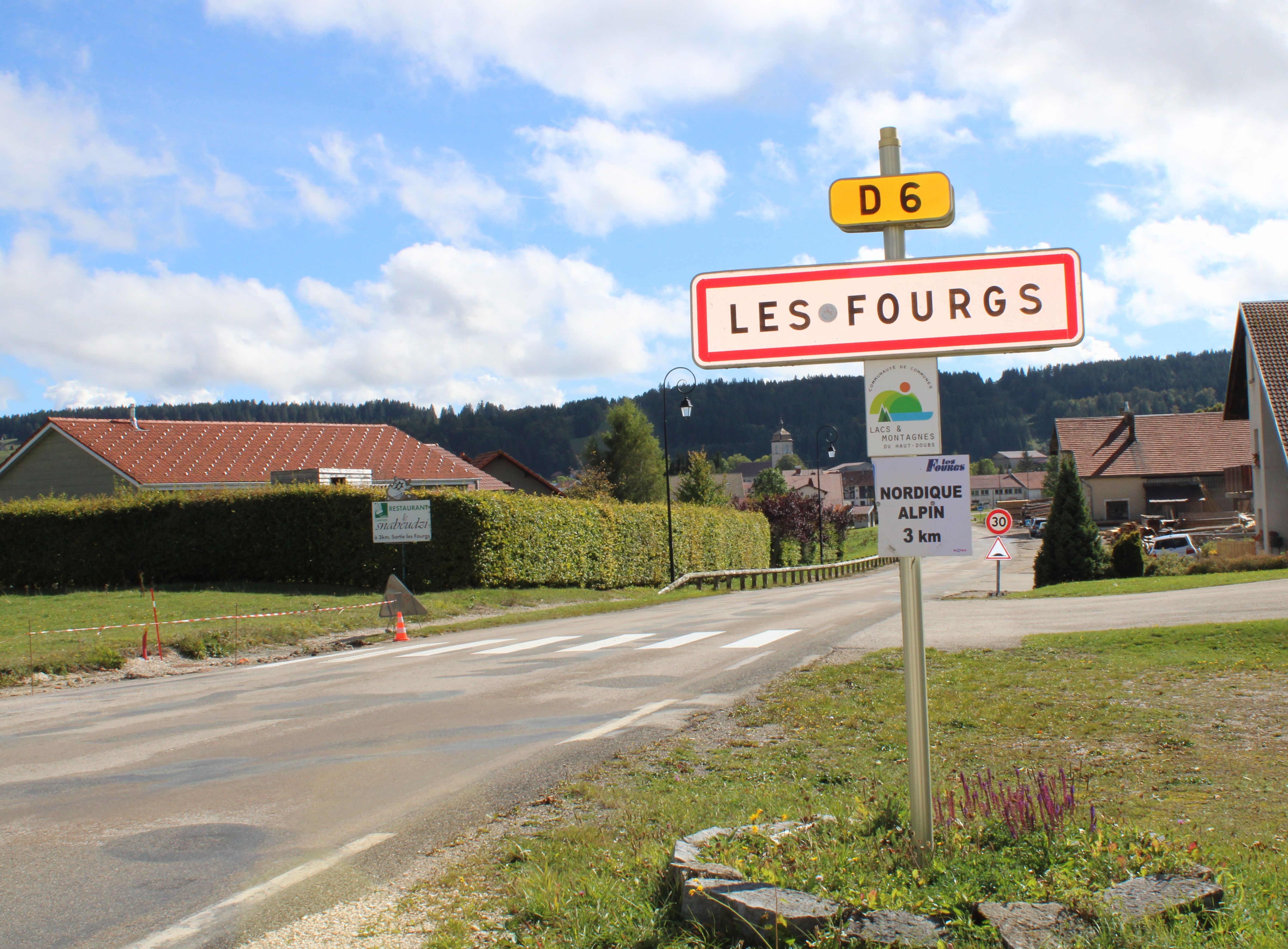
Entrée du village.

## Toponymie
Le toponyme du bas latin furca signifie bifurcation de routes.
Les Fours en 1342, 1406, en 1412 ; 1683 ; Les Fourgs depuis 1736.

## Politique et administration

### Découpage territorial
Sur le plan administratif, la commune est rattachée à l'arrondissement de Pontarlier, au département du Doubs et à la région Bourgogne-Franche-Comté.
Sur le plan électoral, la commune dépend du canton de Frasne depuis le redécoupage cantonal de 2014 pour l'élection des conseillers départementaux et de la cinquième circonscription du Doubs pour les élections législatives.
La commune est membre de la communauté de communes des Lacs et Montagnes du Haut-Doubs, un établissement public de coopération intercommunale (EPCI) à fiscalité propre créé en 2017, dont le siège est basé aux Hôpitaux-Vieux.

### Administration municipale

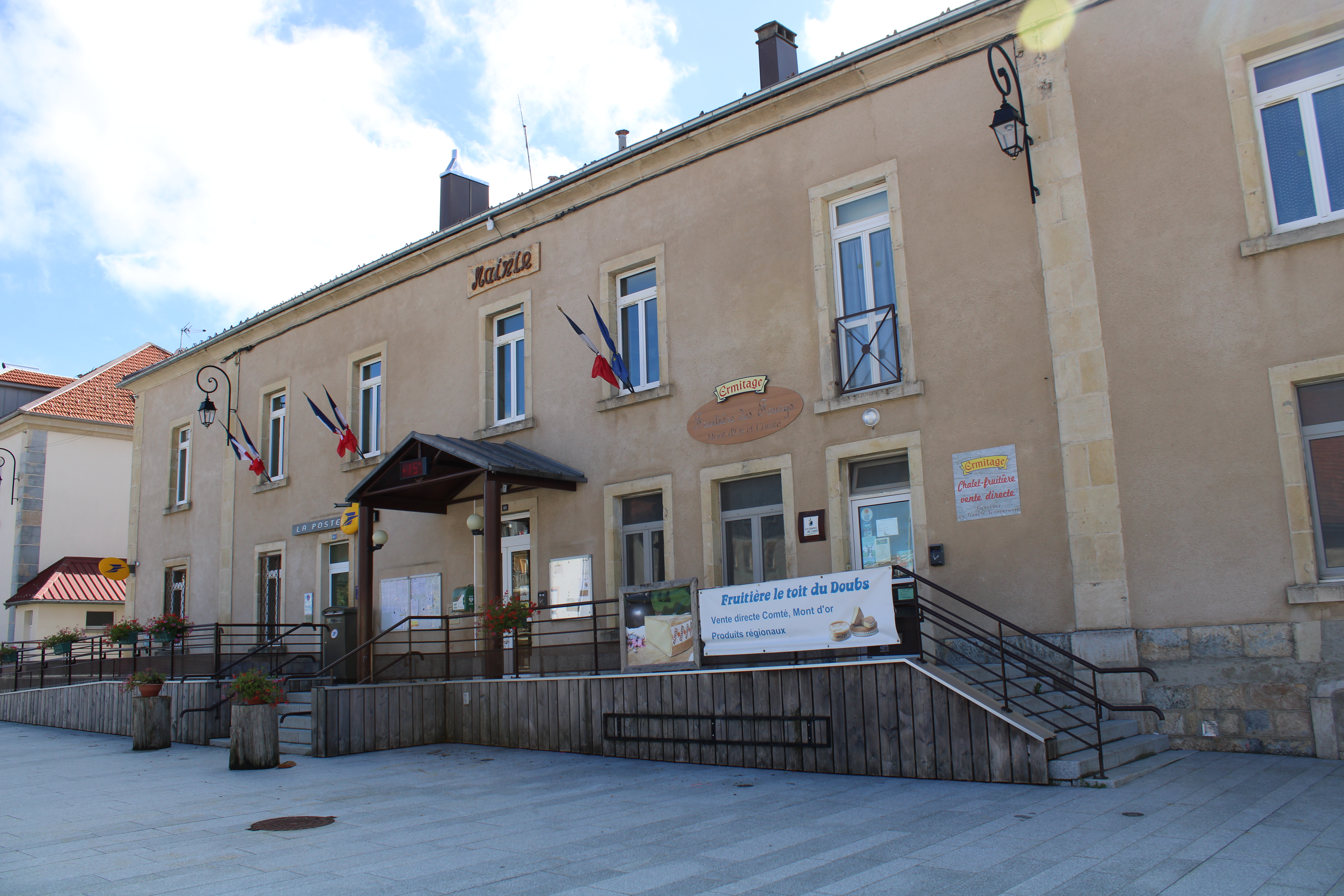
La mairie.

La population de la commune étant comprise entre 500 et 1 499 habitants, le nombre de conseillers municipaux est de 15. Le maire actuel de la commune est Roger Belot, né en 1955, élu pour la première fois en 2020.
| Tête de liste | Tête de liste | Liste                 | Premier tour | Premier tour | Second tour | Second tour | Élus | Élus |
| Tête de liste | Tête de liste | Liste                 | Voix         | %            | Voix        | %           | CM   | CC   |
| ------------- | ------------- | --------------------- | ------------ | ------------ | ----------- | ----------- | ---- | ---- |
|               | Roger Belot   | Les Fourgs solidaires | 320          | 100,00       | -           | -           | 15   | 3    |

### Liste des maires

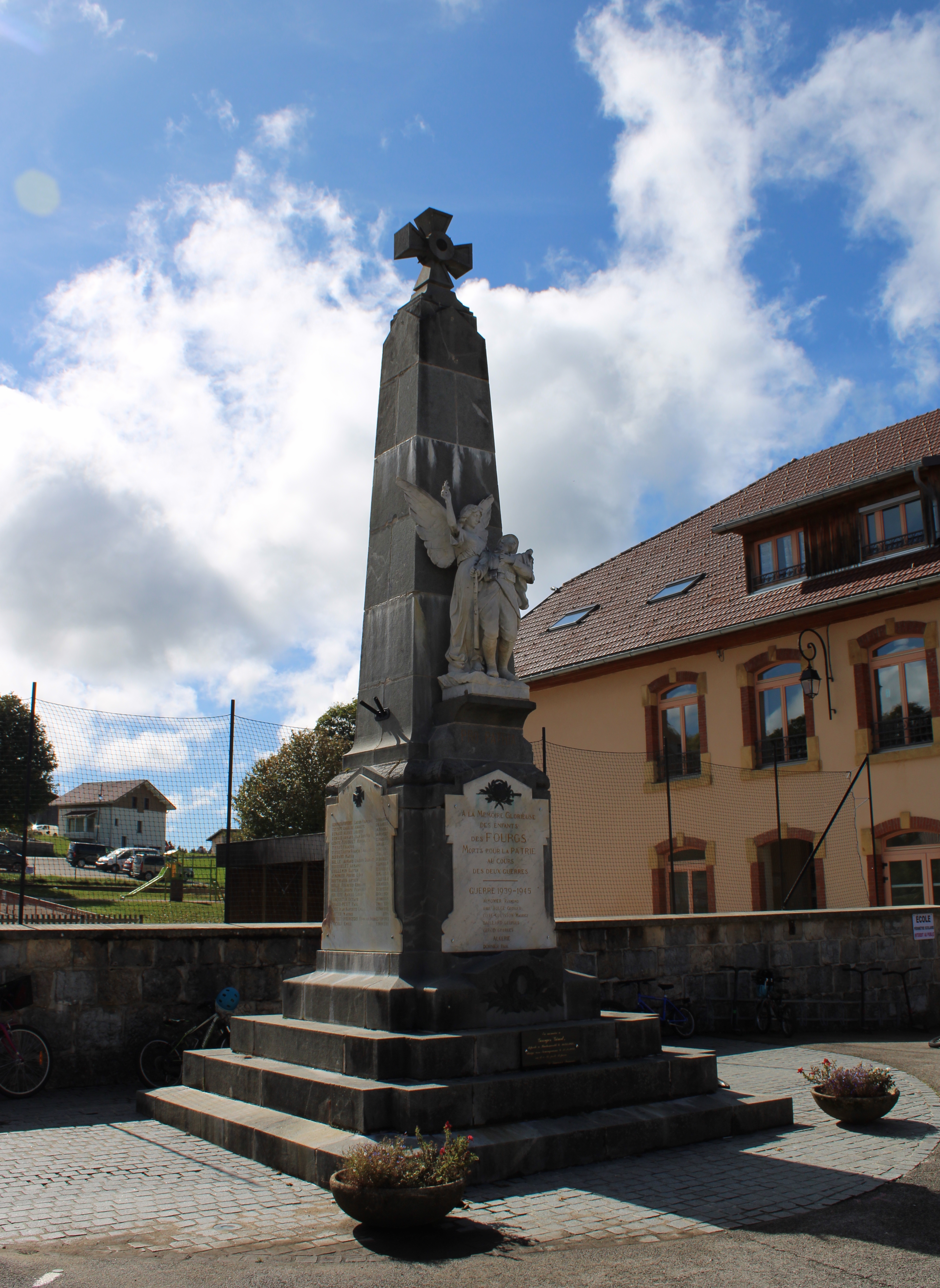
Le monument aux morts.

| Période    | Période   | Identité                 | Étiquette | Qualité   |
| ---------- | --------- | ------------------------ | --------- | --------- |
| avant 1981 | ?         | Pierre Aymonier          |           |           |
| mars 1989  | mars 1995 | Jean-Marie Tissot        |           |           |
| mars 1995  | mars 2001 | Louis Long               |           |           |
| mars 2001  | mars 2014 | Philippe Aymonier        |           |           |
| mars 2014  | 2020      | Claudine Bulle-Lescoffit | DVG       | Retraitée |
| 2020       | En cours  | Roger Belot              |           |           |

## Population et société

### Démographie
L'évolution du nombre d'habitants est connue à travers les recensements de la population effectués dans la commune depuis 1793. Pour les communes de moins de 10 000 habitants, une enquête de recensement portant sur toute la population est réalisée tous les cinq ans, les populations de référence des années intermédiaires étant quant à elles estimées par interpolation ou extrapolation. Pour la commune, le premier recensement exhaustif entrant dans le cadre du nouveau dispositif a été réalisé en 2007.

En 2022, la commune comptait 1 429 habitants, en évolution de +6,25 % par rapport à 2016 (Doubs : +1,88 %, France hors Mayotte : +2,11 %).
| 1793  | 1800  | 1806  | 1821  | 1831  | 1836  | 1841  | 1846  | 1851  |
| ----- | ----- | ----- | ----- | ----- | ----- | ----- | ----- | ----- |
| 1 198 | 1 221 | 1 287 | 1 290 | 1 275 | 1 271 | 1 174 | 1 255 | 1 248 |

| 1856  | 1861  | 1866  | 1872  | 1876  | 1881  | 1886  | 1891  | 1896  |
| ----- | ----- | ----- | ----- | ----- | ----- | ----- | ----- | ----- |
| 1 254 | 1 294 | 1 308 | 1 188 | 1 222 | 1 187 | 1 185 | 1 091 | 1 081 |

| 1901  | 1906 | 1911 | 1921 | 1926 | 1931 | 1936 | 1946 | 1954 |
| ----- | ---- | ---- | ---- | ---- | ---- | ---- | ---- | ---- |
| 1 022 | 988  | 983  | 854  | 818  | 795  | 781  | 747  | 779  |

| 1962 | 1968 | 1975 | 1982 | 1990 | 1999  | 2006  | 2007  | 2012  |
| ---- | ---- | ---- | ---- | ---- | ----- | ----- | ----- | ----- |
| 774  | 742  | 753  | 806  | 941  | 1 058 | 1 164 | 1 179 | 1 267 |

| 2017  | 2022  | - | - | - | - | - | - | - |
| ----- | ----- | - | - | - | - | - | - | - |
| 1 381 | 1 429 | - | - | - | - | - | - | - |

### Sports et loisirs
Le village est situé sur l'itinéraire du sentier de grande randonnée 5 (GR 5) reliant la côte néerlandaise de la mer du Nord à Nice, et du GR 145 appelé Via Francigena qui part de Calais et se prolonge par d'autres itinéraires jusqu'à Rome.
Station de moyenne montagne, la commune des Fourgs est équipée pour le ski nordique, le ski de descente et la randonnée. La pratique du ski de fond y est idéale. La station de ski des Fourgs est un regroupement des sous-domaines skiables des Rangs, de la Meuse et des Granges-Berrard.

### Médias
Le quotidien régional L'Est républicain relate les actualités de la commune dans son édition locale de Pontarlier - Haut-Doubs. Le journal mensuel La Presse Pontissalienne relaie les informations concernant le Haut-Doubs. La chaîne de télévision France 3 Franche-Comté et les stations de radio France Bleu Besançon et Plein Air relaient les informations locales.

### Cultes
Les Fourgs disposent d'un lieu de culte catholiques, l'église de l'Assomption des Fourgs. Au sein du diocèse de Besançon, le doyenné du Haut-Doubs Forestier regroupe six paroisses dont celle du Pays de Pontarlier à laquelle appartient la commune.

## Économie

### Entreprises
| Nom                    | Employés | Activité                                                                 |
| ---------------------- | -------- | ------------------------------------------------------------------------ |
| Platex Composites      | 33       | Fabrication de produits de consommation courante en matières plastiques. |
| Menuiserie Tissot      | 16       | Travaux de menuiserie bois et PVC.                                       |
| Eurofen Production     | 5        | Fabrication de menuiseries extérieures.                                  |
| Garage du Haut Plateau | 4        | Entretien et réparation de véhicules automobiles légers.                 |

### Principaux secteurs d'activité

#### Tourisme
La ville dépend de l'office de tourisme du Haut-Doubs qui dispose d'un bureau aux Fourgs.

## Culture et patrimoine

### Patrimoine naturel

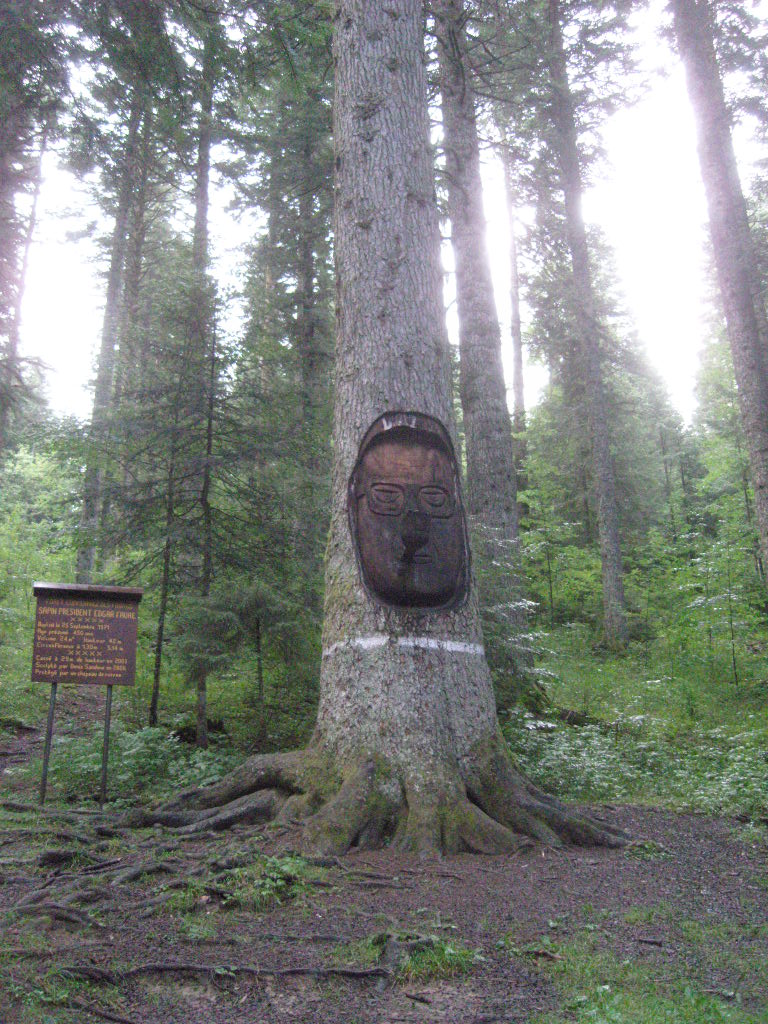
Le Sapin président.

Le sapin-président « Edgar Faure » baptisé le 25 septembre 1971 a plus de 450 ans. Il est fêté annuellement le dernier week-end de juillet et donne lieu à des réjouissances. Il mesurait 42 mètres, mais a été étêté à 29 mètres en 2003 par un orage. Sa cime est depuis protégée par un chapeau de cuivre. En 2006, il sculpté par Denis Sandona à l'effigie de l'homme politique dont il porte le nom.

### Lieux et monuments
- Église de l'Assomption (1824), dotée d'un clocher comtois à l'impériale.
- Chapelle du Tourillot (1925).
- Monument aux morts, situé entre la mairie et l'école.
- Deux casemates du secteur fortifié du Jura de la ligne Maginot :
  - La casemate double d'infanterie pour canon antichar et mitrailleuse Hotchkiss modèle 1914, appelée « Haute Joux », située au lieu-dit « Haute Joux ».
  - La B35 : casemate d'infanterie, appelée « La Coupe », située au lieu-dit « La Coupe » au bord de la RD 6.

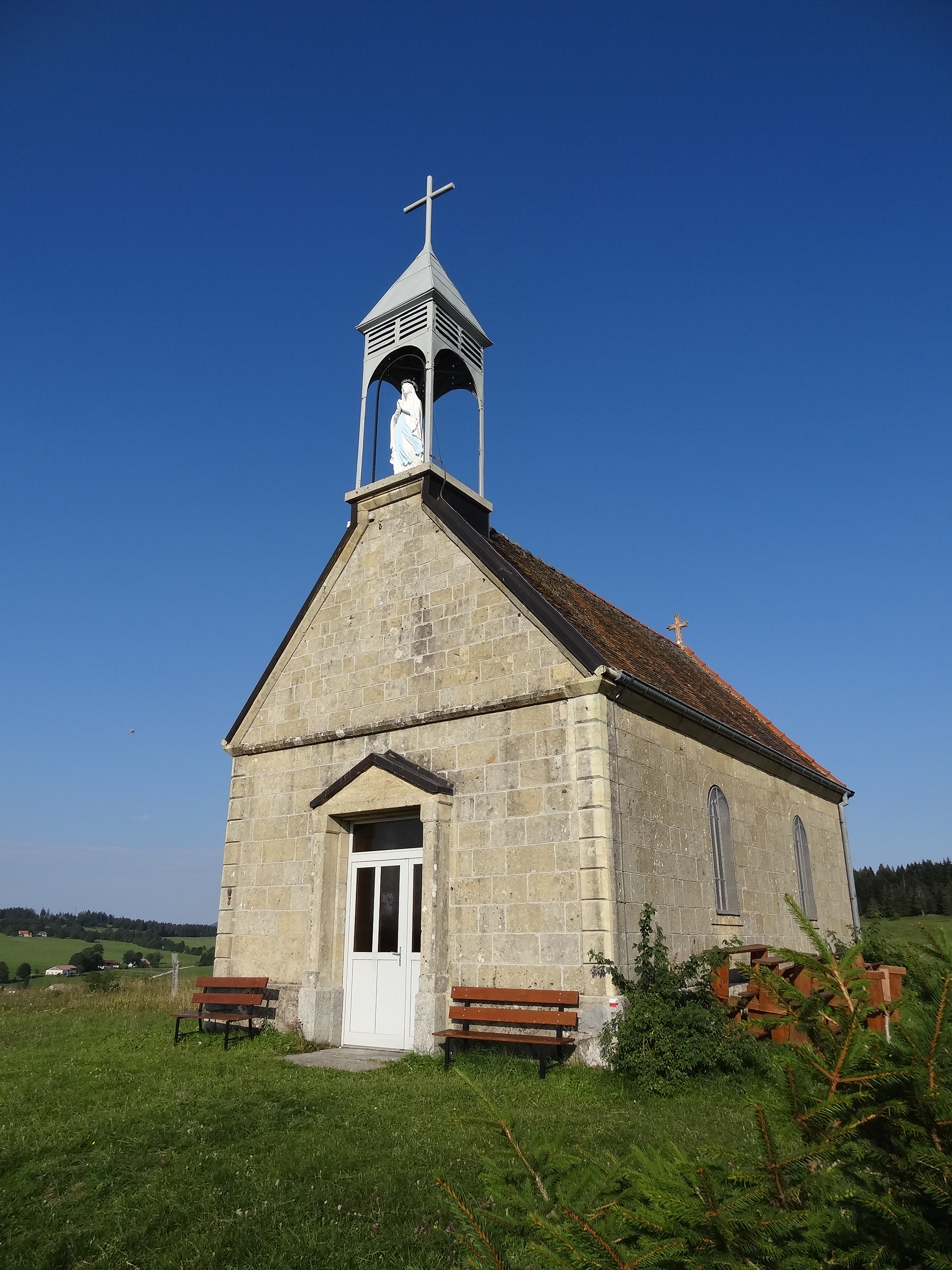
Chapelle du Tourillot.
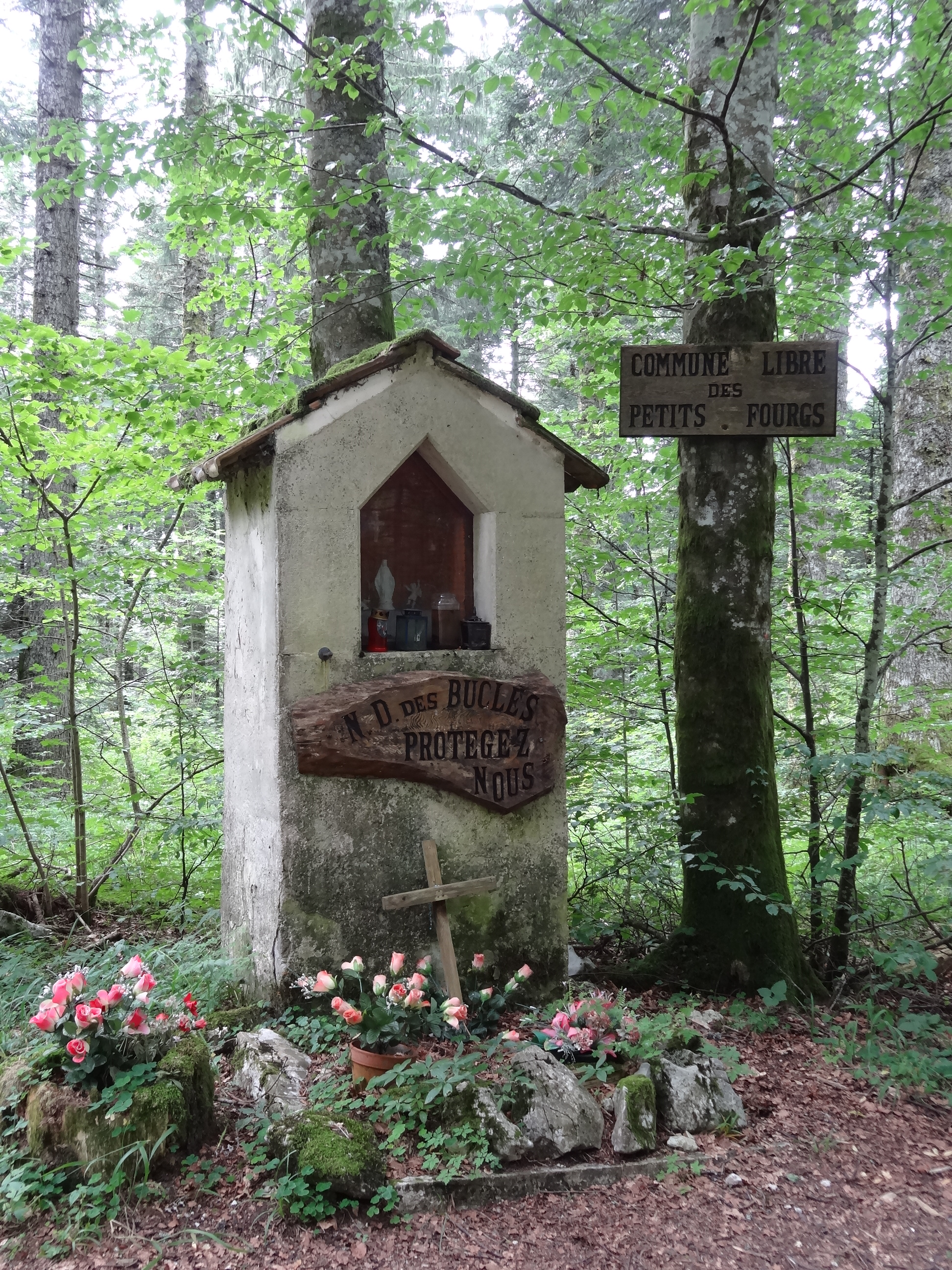
Notre-Dame des Buclés.
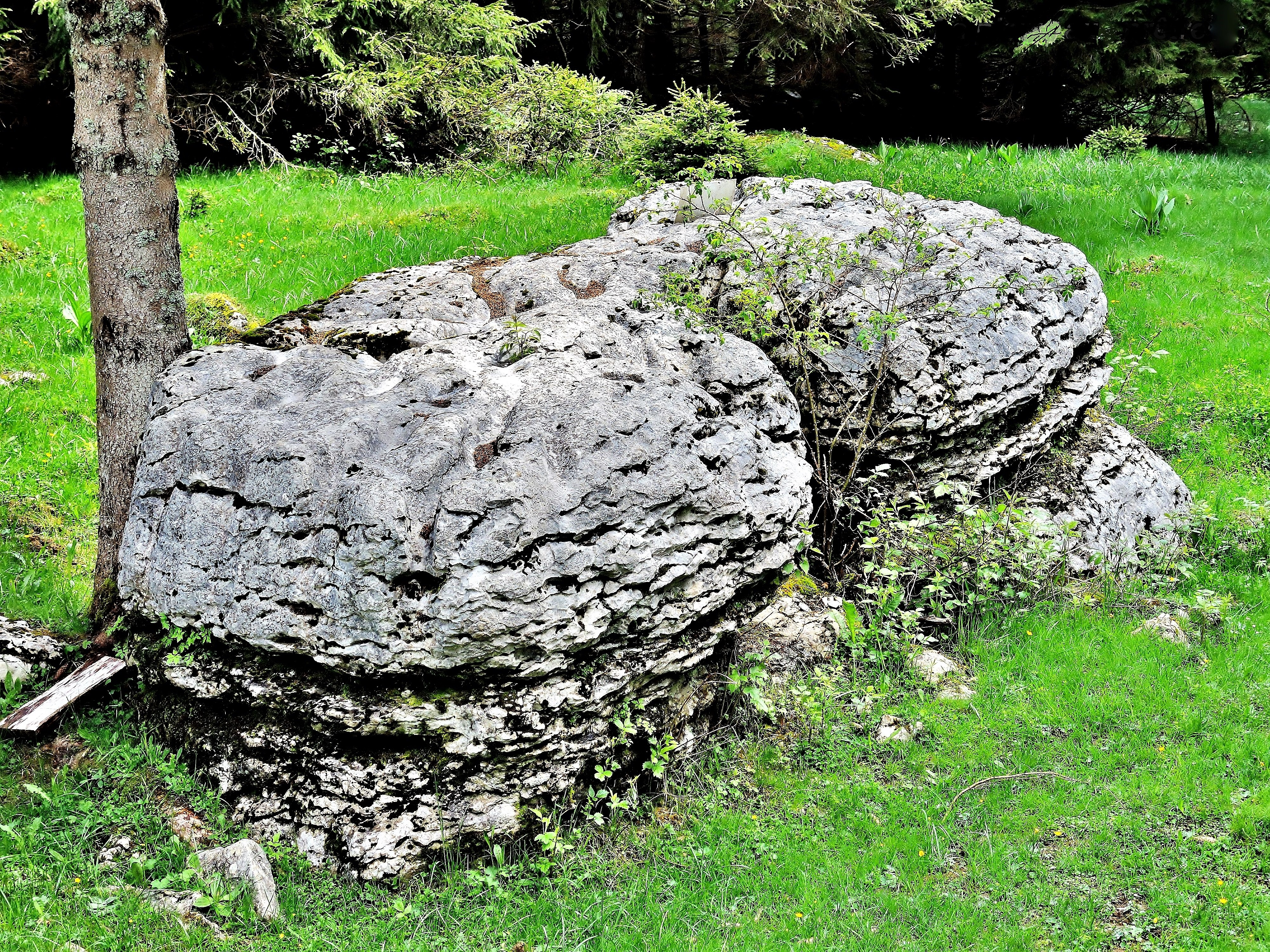
La pierre au prêtre
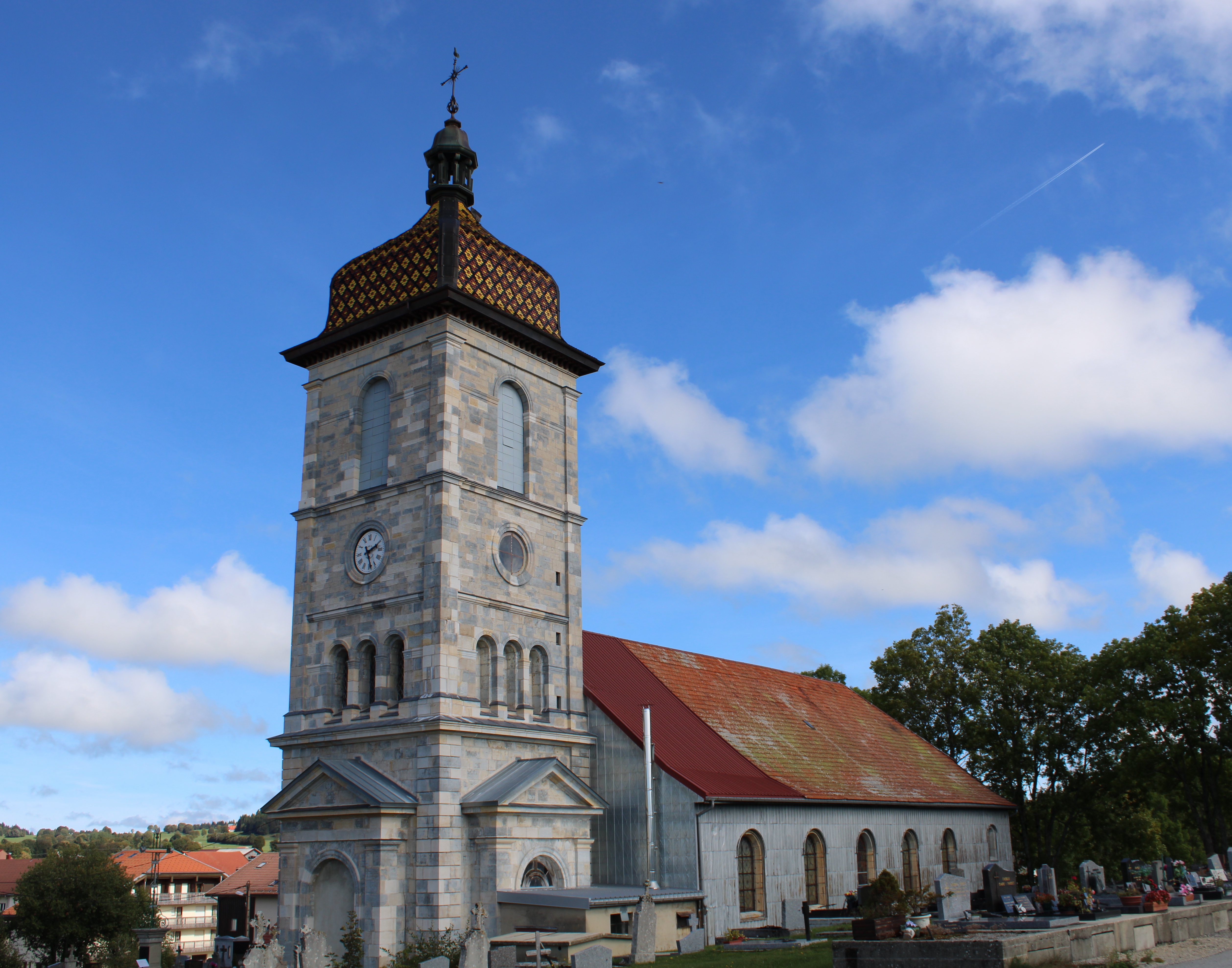
L'église.
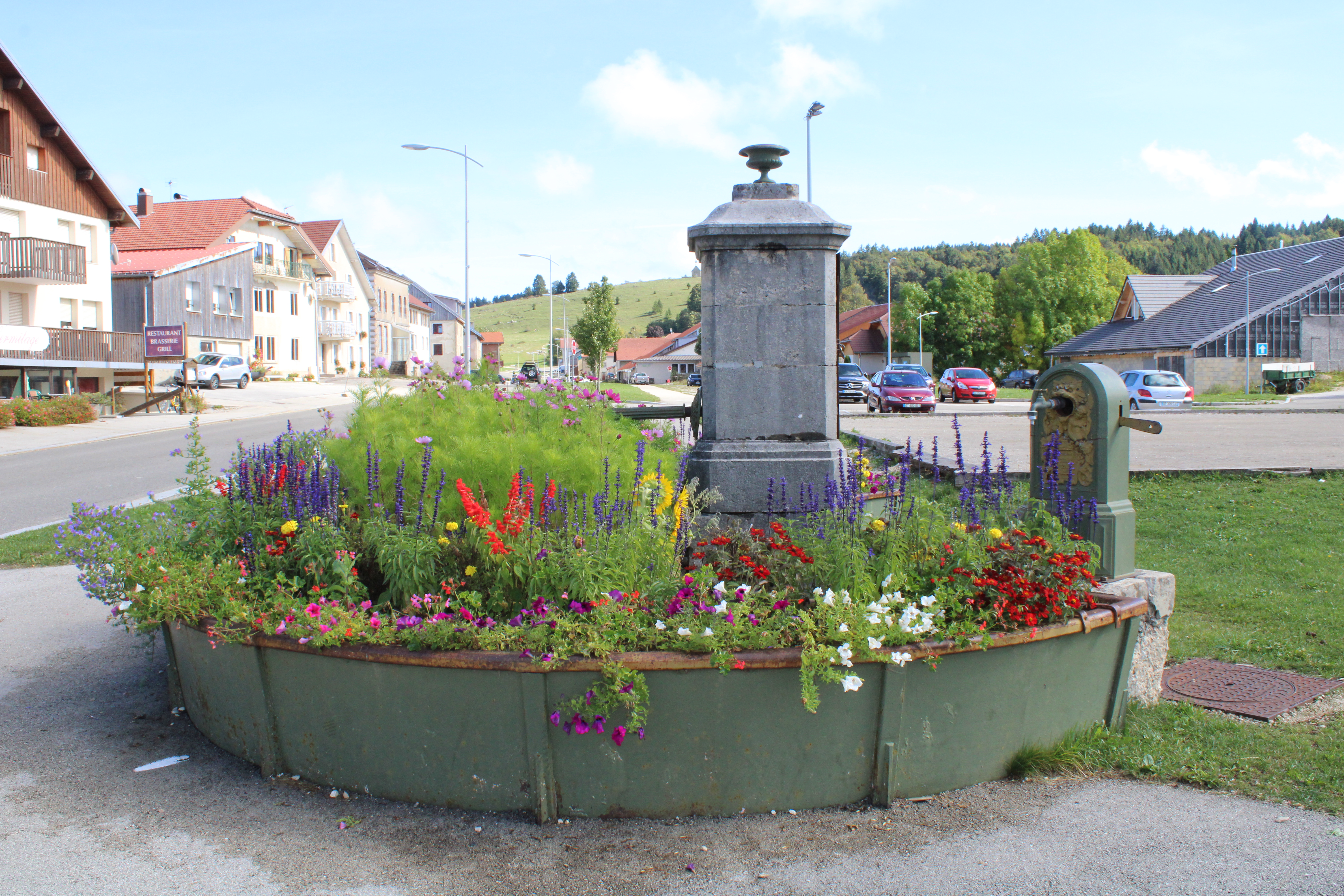
Une des fontaines du bourg.

### Personnalités liées à la commune
- Jules Vuillemin, philosophe et professeur au Collège de France, mort aux Fourgs en 2001.
- Célia Aymonnier, fondeuse et biathlète née à Pontarlier en 1991, est originaire des Fourgs.

### Les Fourgs dans les arts et la culture populaire
Le réalisateur Gérald Hustache-Mathieu a tourné aux Fourgs plusieurs scènes du film Poupoupidou, sorti sur les écrans en 2011, de même que pour la mini-série Polar Park diffusée sur Arte en 2023. Le film No Man's Land d'Alain Tanner, sorti en 1985.

### Héraldique
| Blason de Les Fourgs | Blason  | D'azur à la croisette pattée d'or surmontée d'un huchet du même, virolé de gueules, et soutenue d'un alérion d'argent. |
| Blason de Les Fourgs | Détails | Le statut officiel du blason reste à déterminer.                                                                       |